# Герб Белмонте
Ге́рб Белмо́нте — офіційний символ містечка , Португалія. Використовується як територіальний герб. У червоному щиті срібна вежа з червоними вікнами і баштою, яка височіє на зеленій горі. Щит увінчує срібна мурована містечкова корона з чотирма вежами.  Під щитом біла стрічка, на якій великими літерами напис португальською: «vila de Belmonte» (містечко Белмонте).  Офіційно затверджений 22 грудня 1922 року.  

## Галерея

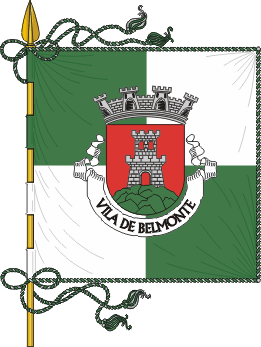
Прапор